# Vecdaugava (przystanek kolejowy)
Vecdaugava (ros. Вецдаугава) – przystanek kolejowy w miejscowości Ryga, na Łotwie. Położony jest na linii Ryga - Skulte.